# Traitor - Sospetto tradimento
Traitor - Sospetto tradimento (Traitor) è un film del 2008 scritto e diretto da Jeffrey Nachmanoff, con protagonisti Don Cheadle, Guy Pearce e Saïd Taghmaoui.
Il soggetto è di Steve Martin, che è anche produttore esecutivo.

## Trama
Roy Clayton, agente dell'FBI, indaga col collega Max Archer su alcune cellule del terrorismo islamico che stanno organizzando degli attentati in Occidente. Gli agenti sospettano di Samir Horn, di cui fino all'ultimo non è chiara l'identità: se sia uno dei principali terroristi oppure un infiltrato degli americani.

## Promozione
Nella locandina in lingua inglese compare la seguente tagline:

## Citazioni e riferimenti
Nel finale del film, viene citato un passo del Corano (sura V, 32) che afferma: «Uccidere un uomo innocente è come uccidere l'umanità intera [...] se salvi una vita hai salvato l'umanità intera».